# Grapeado
El grapeado es una operación de unión de chapa mediante doblado. Puede ser tanto, la unión de dos piezas diferentes de chapa, cómo la unión del principio de una pieza con el final de la misma. 

## Proceso
El proceso de grapeado consiste en el doblado simultáneo de dos chapas, y de esta forma, su consiguiente unión. 
Para la realización de este tipo de uniones no se requieren elementos de unión, aunque sí que se necesitan grandes esfuerzos y altas temperaturas para conseguir un buen doblado. Por ello, para la ejecución del proceso se necesitará una serie de herramientas y/o maquinaria especializada sencilla.

## Tipos
Según el número de dobleces podemos distinguir dos tipos de grapeado:

- Grapeado simple: Se realiza un único plegado de las chapas.

- Grapeado doble: Se realizan dos plegados simples para la unión de las chapas.

Según la posición de la unión y la forma de la chapa distinguimos:

- Grapeado plano (1)
- Grapeado de tubos con costura exterior (2)
- Grapeado de tubos con costura interior (3)
- Grapeado circunferencial (bordonado) (4)

## Selección de este tipo de unión
Ventajas de seleccionar este tipo de unión:

- Es una unión de fácil montaje. Incluso se podría decir de fácil desmontaje, ya que aunque son uniones semi-permanentes, mediante un mecanizado pueden eliminarse.
- Se pueden unir metales de características diferentes.
- Tiene un coste de fabricación bajo. Ya que la maquinaria es sencilla y no se requieren elementos de unión.
- Se requiere poca o ninguna preparación de la superficie que se vaya a unir.

Desventajas de este tipo de unión:

- No soporta grandes esfuerzos.
- Se ha de hacer un bien diseño de la unión para que no falle.
- No resiste bien a la fatiga.
- Se han de tener en cuenta los materiales que se van a utilizar y sus características. Ya que podría haber un fallo si el materia no resiste correctamente ante un doblado.

## Características de la unión
Mediante este tipo de unión se consigue:
- Un cierre totalmente hermético.
- Una eliminación de cantos afilados.
- Un refuerzo de la zona de unión.

## Aplicaciones
Este tipo de uniones se aplican en uniones que no tengan que soportar grandes esfuerzos y en las cuales resulta más económico realizar esta unión que otra mediante soldadura u otro proceso de unión.
Por ejemplo: Cierre de recipientes cilíndricos, unión de chapas metálicas de techos. 